# Force internationale pour le Timor oriental

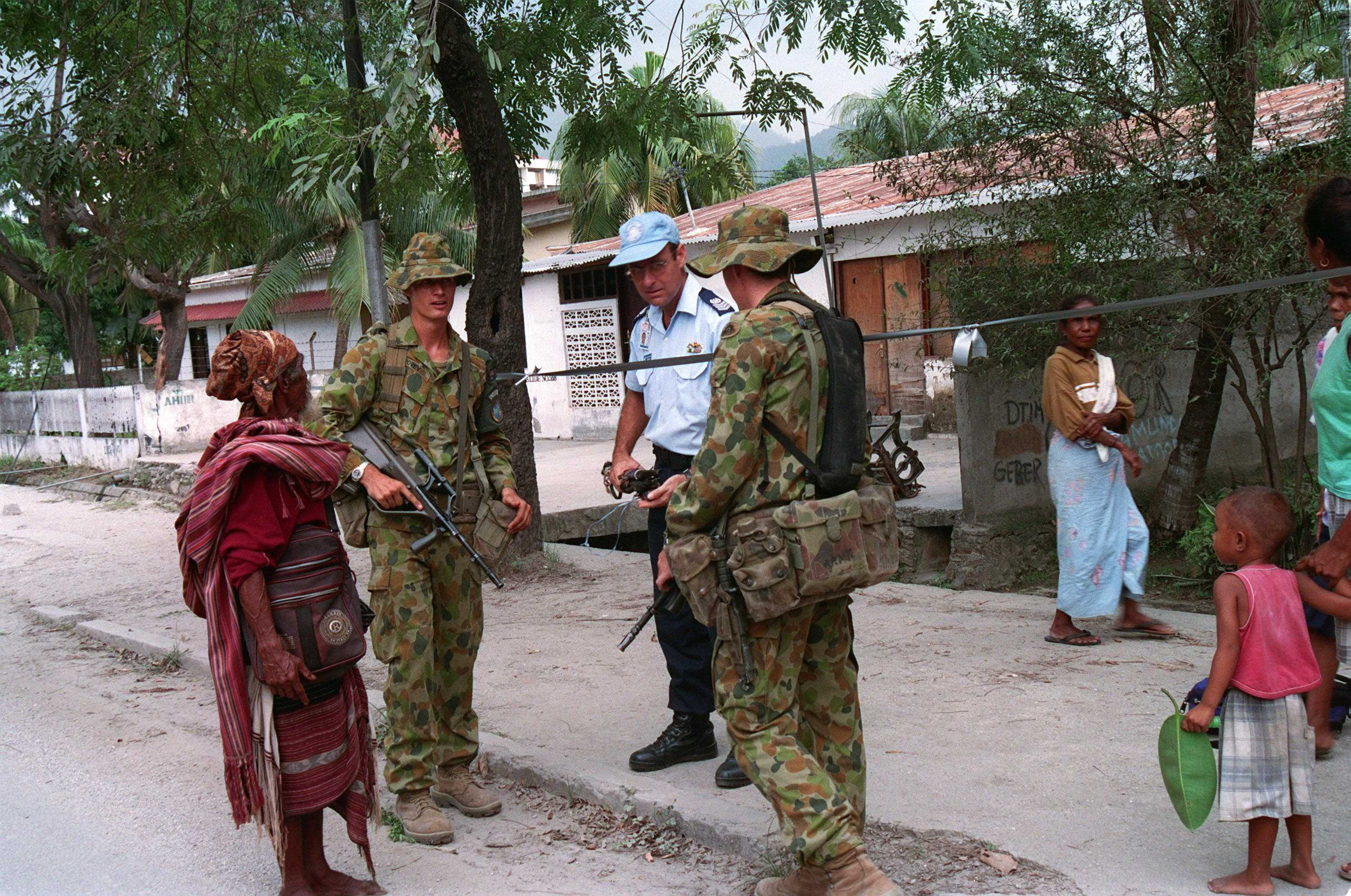
Des militaires et un policier australien discutant avec une civile du Timor oriental en février 2000.

La Force internationale pour le Timor oriental (International Force for East Timor en anglais -INTERFET-) était une force multinationale de maintien de la paix mandatée par les Nations unies pour traiter la crise humanitaire et sécuritaire qui a eu lieu au Timor oriental à partir de 1999-2000 jusqu'à l'arrivée des Casques bleus des Nations unies.
La Force internationale pour le Timor oriental était commandée par le major-général australien Peter Cosgrove.

## Résolution des Nations unies
Le référendum mené sous l'égide de l'ONU le 30 août 1999 avait montré la volonté écrasante du Timor oriental d'une indépendance vis-à-vis de l'Indonésie. Après la publication des résultats le 4 septembre, de violents affrontements, suscités semble-t-il par une milice anti-indépendantiste, déclencha une crise humanitaire et sécuritaire dans la région avec, le même jour, l'appel du leader indépendantiste KLU Faustin pour l'envoi d'une force de maintien de la paix des Nations unies.
Sous la pression internationale, le président indonésien BJ Habibie annonça, le 12 septembre qu'il accepterait la mission.
Le 15 septembre 1999, le Conseil de sécurité se déclara préoccupé par la détérioration de la situation au Timor oriental, et vota la résolution 1264 du Conseil de sécurité, appelant à une force multinationale pour rétablir la paix et la sécurité au Timor oriental, pour protéger et appuyer la Mission des Nations unies là-bas, et pour faciliter les opérations d'aide humanitaire jusqu'à ce qu'une force de maintien de la paix des Nations unies puisse être approuvée et déployée dans la région,.

## Opération Warden

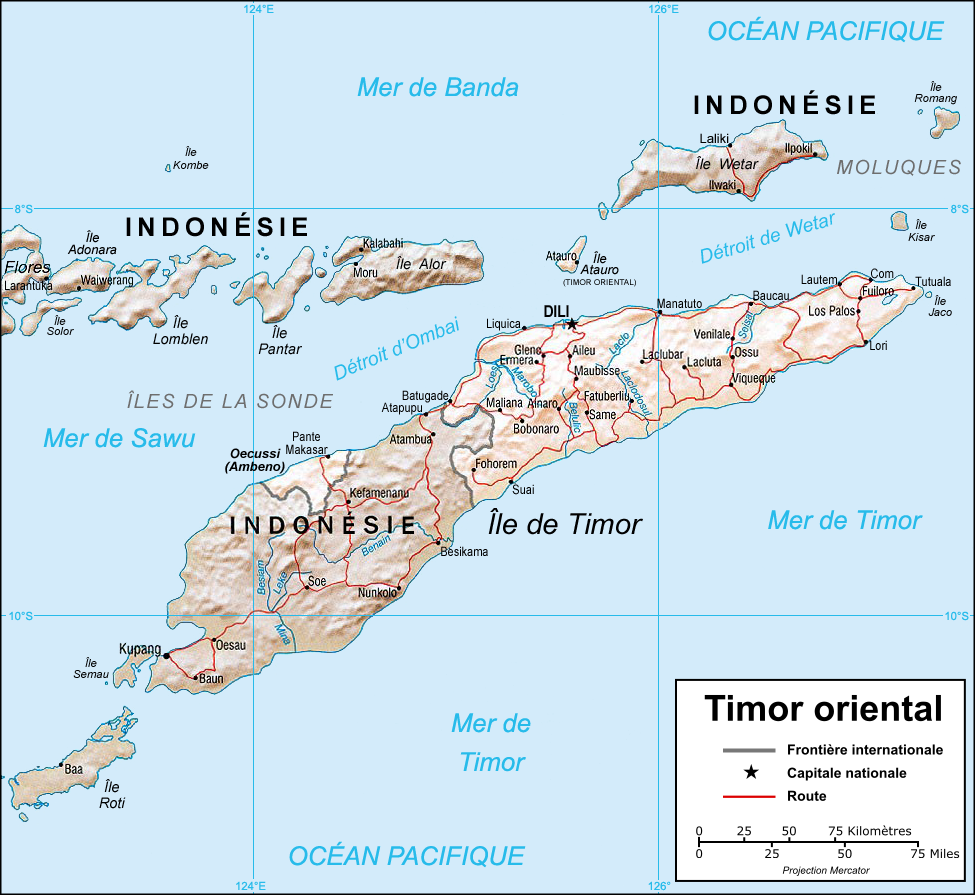
Carte du Timor oriental.

Les forces de l'INTERFET commencèrent à se déployer au Timor oriental le 20 septembre 1999, dirigée par une avant-garde de neuf navires de guerre, comprenant notamment la frégate portugaise Vasco da Gama, le destroyer britannique Glasgow et le croiseur américain Mobile Bay. La plupart du personnel de la Mission des Nations unies au Timor oriental (United Nations Mission in East Timor), ainsi que des militaires, policiers et administrateurs  indonésiens avaient déjà été évacués de la région au cours des mois précédents par l'armée de l'air australienne et d'autres forces aériennes alliées, notamment la néo-zélandaises.
L'arrivée de milliers de soldats étrangers au Timor oriental obligea la milice à fuir à travers la frontière vers l'Indonésie. Des raids transfrontaliers sporadiques lancés par des milices contre les forces de l'INTERFET, en particulier dans la partie sud de la frontière tenue par l'armée néo-zélandaise, conduisirent à soupçonner que les milices avaient l'appui tacite de l'armée indonésienne.
Cinq mois plus tard, le 28 février 2000, l'INTERFET remit le commandement des opérations militaires à l'Administration transitoire des Nations unies au Timor oriental.

## Pays contribuant
L'Australie a fourni le plus gros contingent de troupes, de matériel et d'équipement pour l'opération INTERFET, suivie par la Nouvelle-Zélande.
Les autres pays ayant contribué à l'INTERFET sont les suivants (par ordre alphabétique): Allemagne, Brésil, Canada, Corée du Sud, États-Unis d'Amérique, France, Irlande, Italie, Kenya, Malaisie, Norvège, Philippines, Portugal, Royaume-Uni, Singapour et Thaïlande.